# Barlovento (geslacht)
Barlovento is een geslacht van hooiwagens uit de familie Agoristenidae.
De wetenschappelijke naam Barlovento is voor het eerst geldig gepubliceerd door González-Sponga in 1987.

## Soorten
Barlovento omvat de volgende 4 soorten:
- Barlovento albapatella
- Barlovento littorei
- Barlovento marmoratus (contra "marmorata")
- Barlovento salmeronensis